# زنغو (سلماس)
زنغو هي قرية في مقاطعة سلماس، إيران. عدد سكان هذه القرية هو 208 في سنة 2006.